# Westerpark (Amsterdam)

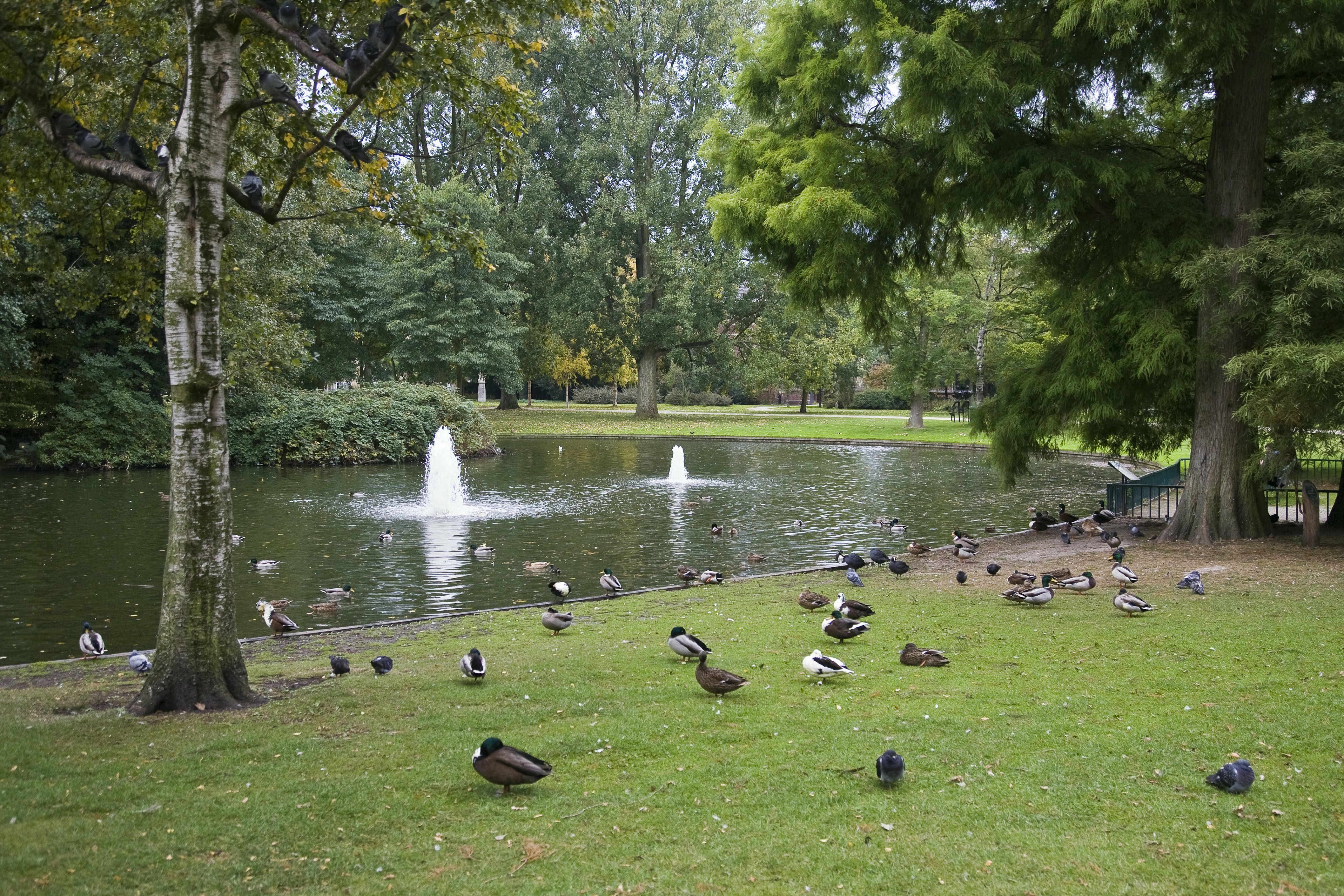
Het oude deel van Westerpark, met vijver en eenden

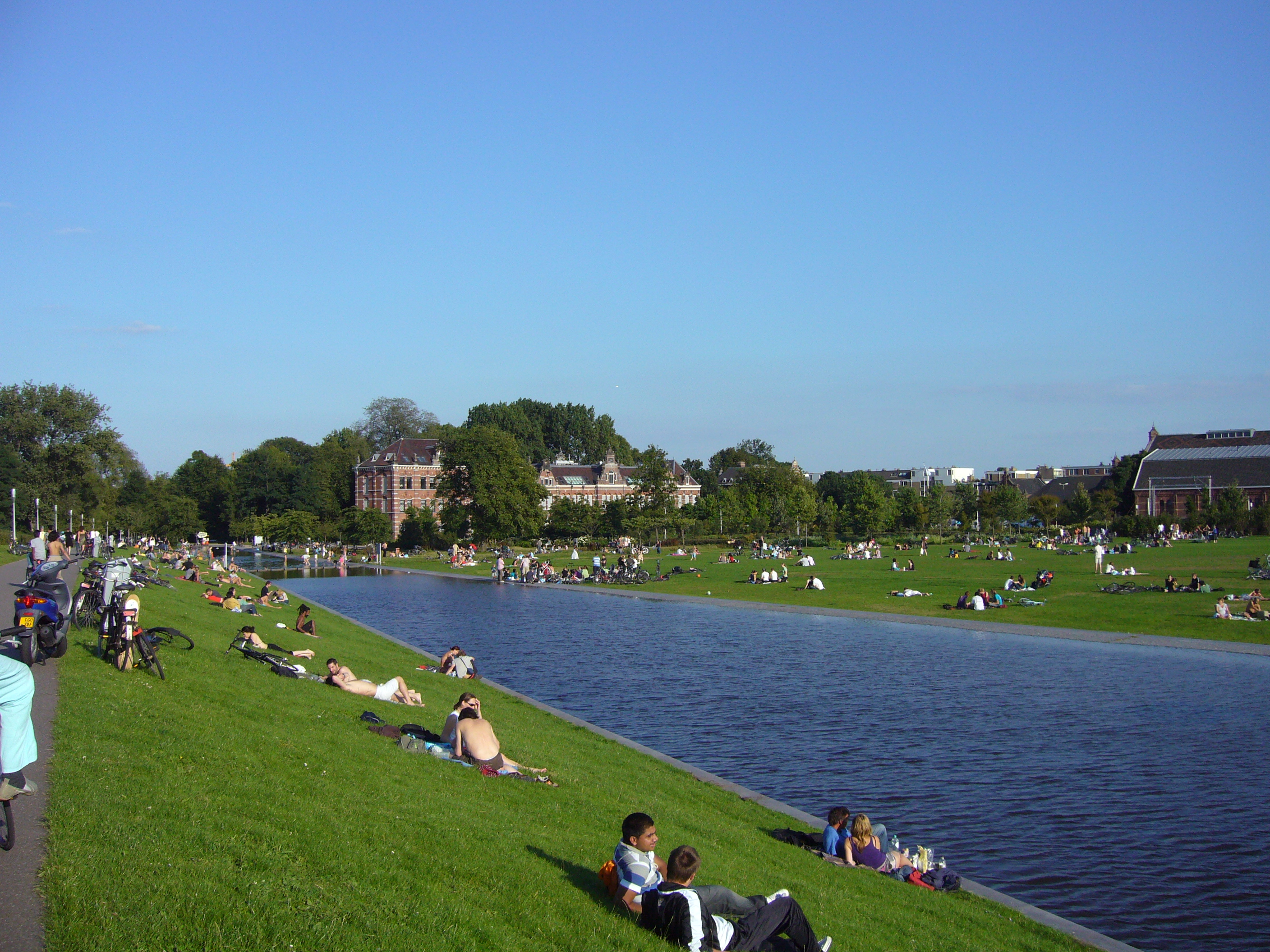
Het nieuwe deel van het Westerpark met speelvijver op het terrein van de vroegere Westergasfabriek

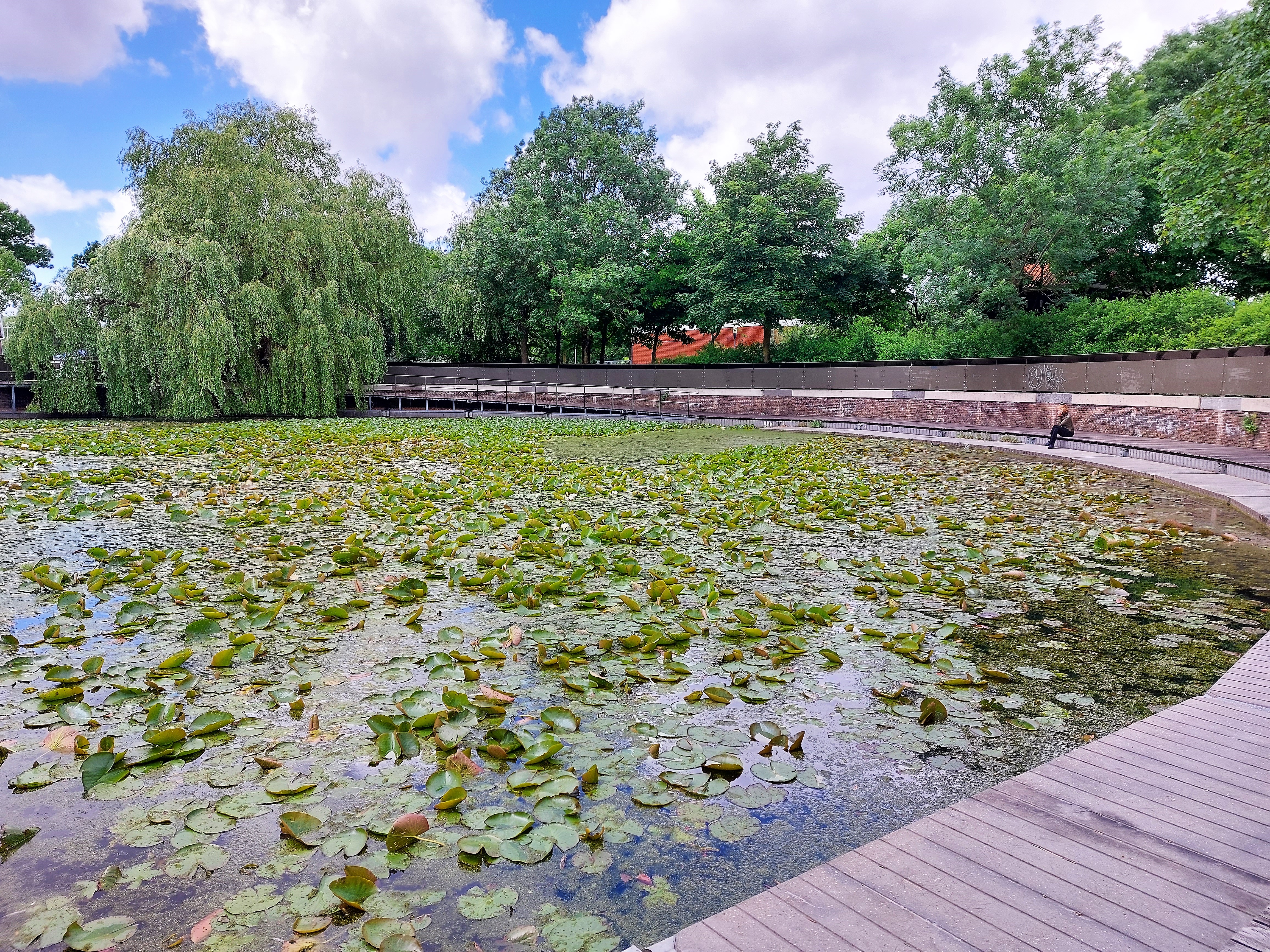
De westelijke Gashoudervijver

Het Westerpark is een park in Amsterdam-West, ten westen van de Haarlemmerpoort en ten noorden van de Haarlemmertrekvaart. 

## Geschiedenis
De aanleg van het park begon in 1890. Voordien lag hier van 1842 tot 1878 station Willemspoort met emplacement vanwaar de treinen naar Haarlem vertrokken.
Al eerder was er na de afbraak van de stadswallen en de bolwerken in 1843-45 als eerste Amsterdamse stadspark(je) het 'Westerplantsoen' aangelegd op het gebied 
waar nu de Houtmankade, Barentszstraat en de Planciusstraat liggen. Vanwege de aanleg van het Westerkanaal en de spoorlijn door de Haarlemmer Houttuinen naar het hulpstation Amsterdam Westerdok, de voorloper van Centraal Station, hield dit plantsoen in 1876 op te bestaan.

## Westergasfabriekterrein
Ten westen van het Westerpark lag de in 1883 gebouwde Westergasfabriek. Daar werd steenkoolgas (stadsgas) geproduceerd, aanvankelijk voor de straatverlichting en later ook voor de kooktoestellen van de stadsbewoners. De gasproductie werd in 1967 gestaakt, waarna zoals overal waar gasfabrieken stonden een zwaar 
met teer en cyanides vervuilde bodem achterbleef. Sanering was financieel niet haalbaar, daardoor werd een woonbestemming onmogelijk. Volstaan moest worden met het afgraven van de bovenlaag van de grond en de afdekking van de onderliggende vervuilde aarde. Op een nieuwe toplaag werd een parkuitbreiding gerealiseerd.
De historische gebouwen zijn gerenoveerd en worden gebruikt door creatieve en culturele ondernemers. Hier bevinden zich onder andere Het Ketelhuis, een bioscoop voor Nederlandse films, een ambtelijk cultuurbureau en een managementsbureau voor Wereldmuziek. Een deel van de ruimtes wordt verhuurd voor tijdelijke evenementen zoals feesten, festivals, productpresentaties, theater of tentoonstellingen. Voorbeelden hiervan zijn de Awakenings technofeesten, Milkshake festival en de openluchtconcerten onder de naam Live at Westerpark. Ook de Amsterdam International Fashion Week, Cinekid, Kunstvlaai en de Wetenweek worden hier gehouden. Het vroegere hoofdkantoor van de gasfabriek was van 1990 tot 2010 stadsdeelkantoor van stadsdeel Westerpark.
Aan de spoorbaan ten noorden van het voormalige stadsdeelkantoor liggen twee openbare tennisbanen, een toiletblok met openbare toiletten en het clublokaal van Westerpark Sport.

## Oostelijke ingang
De oostelijke ingang van het Westerpark aan het Nassauplein is gelijk gebouwd met de Mirakelbrug. De borstwering van die brug gaat geleidelijk over in de oostelijke terreinafscheiding van het park. De afscheiding bestaat uit een halfrond hekwerk van siersmeedijzer boven een bakstenen plint. Het hekwerk hangt tussen bakstenen pilaren, die aan de bovenzijde afgesloten worden door natuurstenen leggers. In het geheel is ook een tweetal hogere en bredere pilaren opgenomen. De afdekstenen daarvan zijn enigszins bewerkt. Het geheel ademt de sfeer van de stijl van de Amsterdamse school hetgeen wordt bevestigd door het gebruikte lettertype voor de tekst 'ANNO 1928'. Die dateringen zijn ook terug te vinden bij de Mirakelbrug en de nabijgelegen Willemsbrug, ook gebouwd in 1928/1929.
Toen rond 2000 de Mirakelbrug vernieuwd moest worden, werd deze toegang tot het Westerpark ook meegenomen. De ingang is het begin van het Brettenpad; een fietspad naast het spoor Amsterdam – Haarlem.

## Afbeeldingen

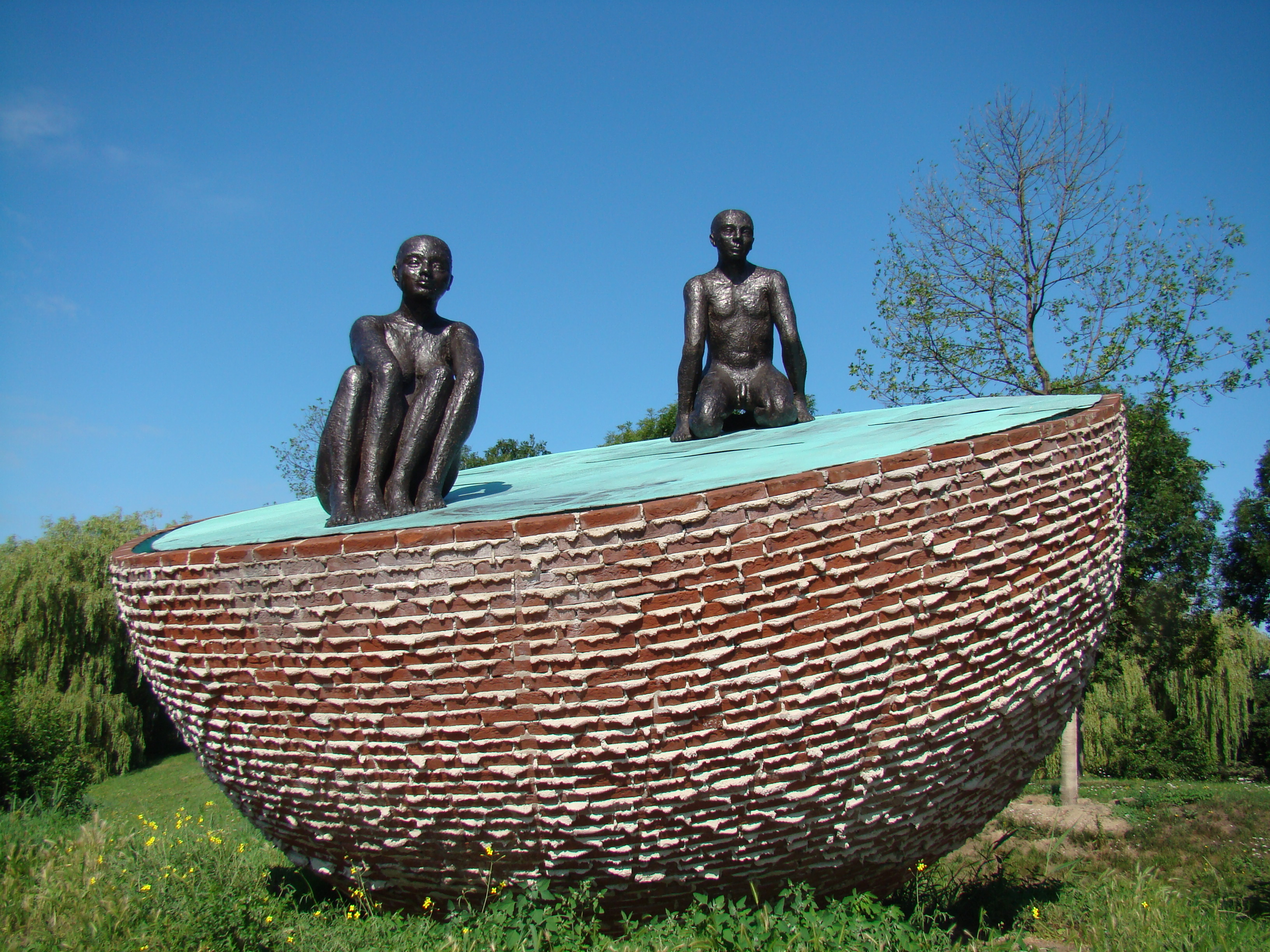
Cultuurpark, Westerpark
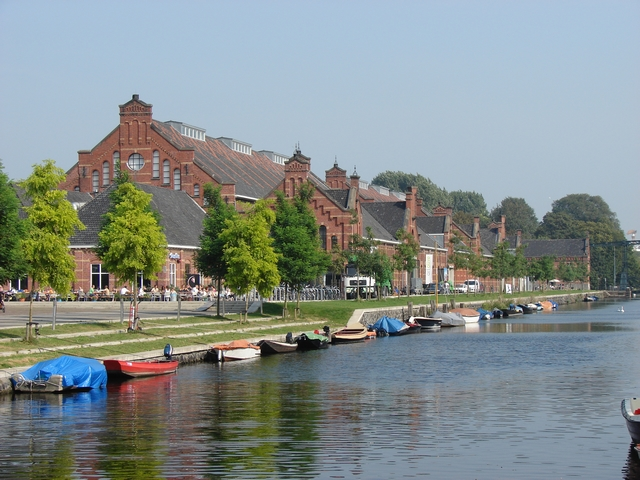
Westergasfabriek en Haarlemmertrekvaart
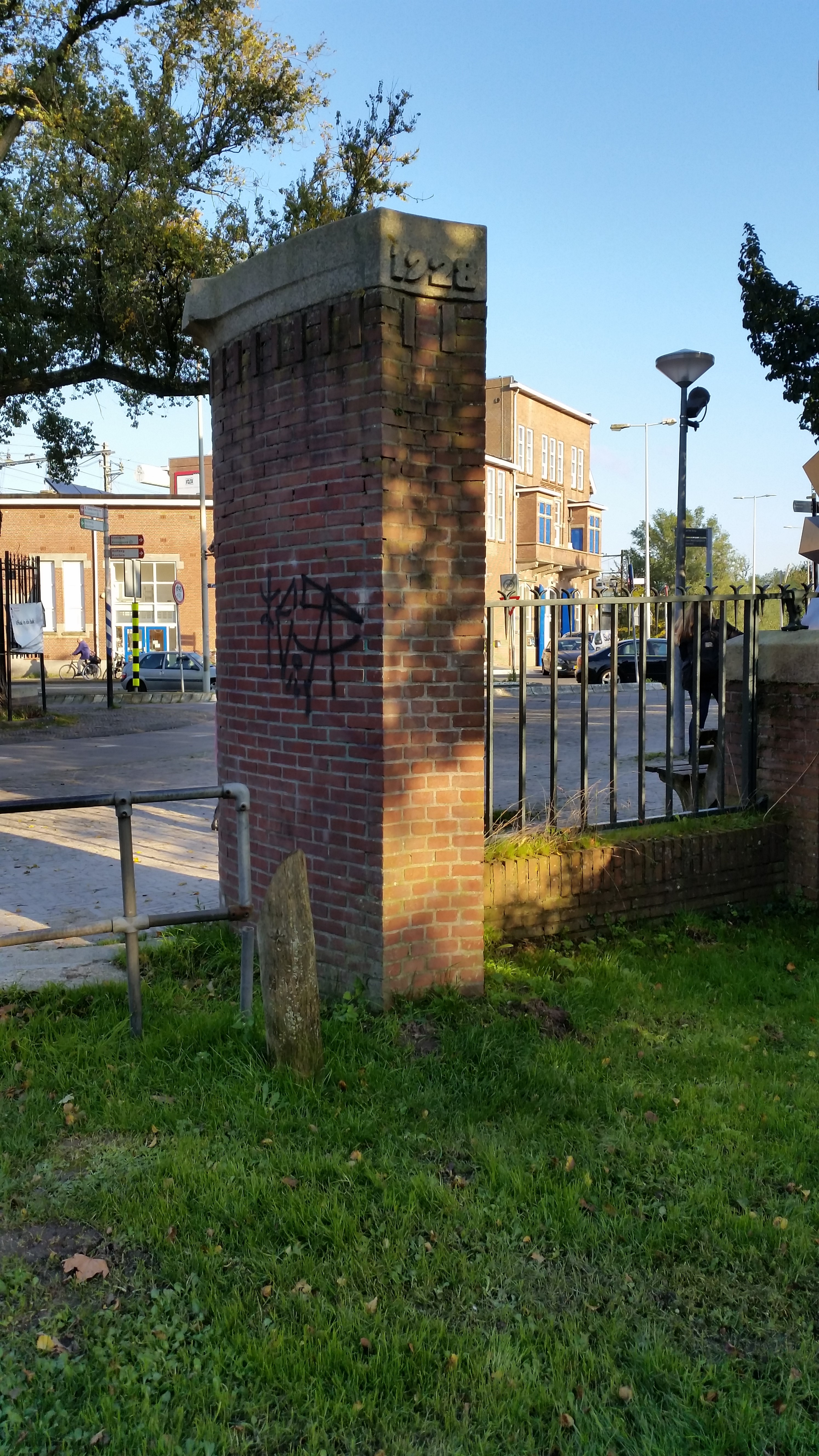
Toegang Westerpark in Amsterdamse Schoolstijl (oktober 2019)
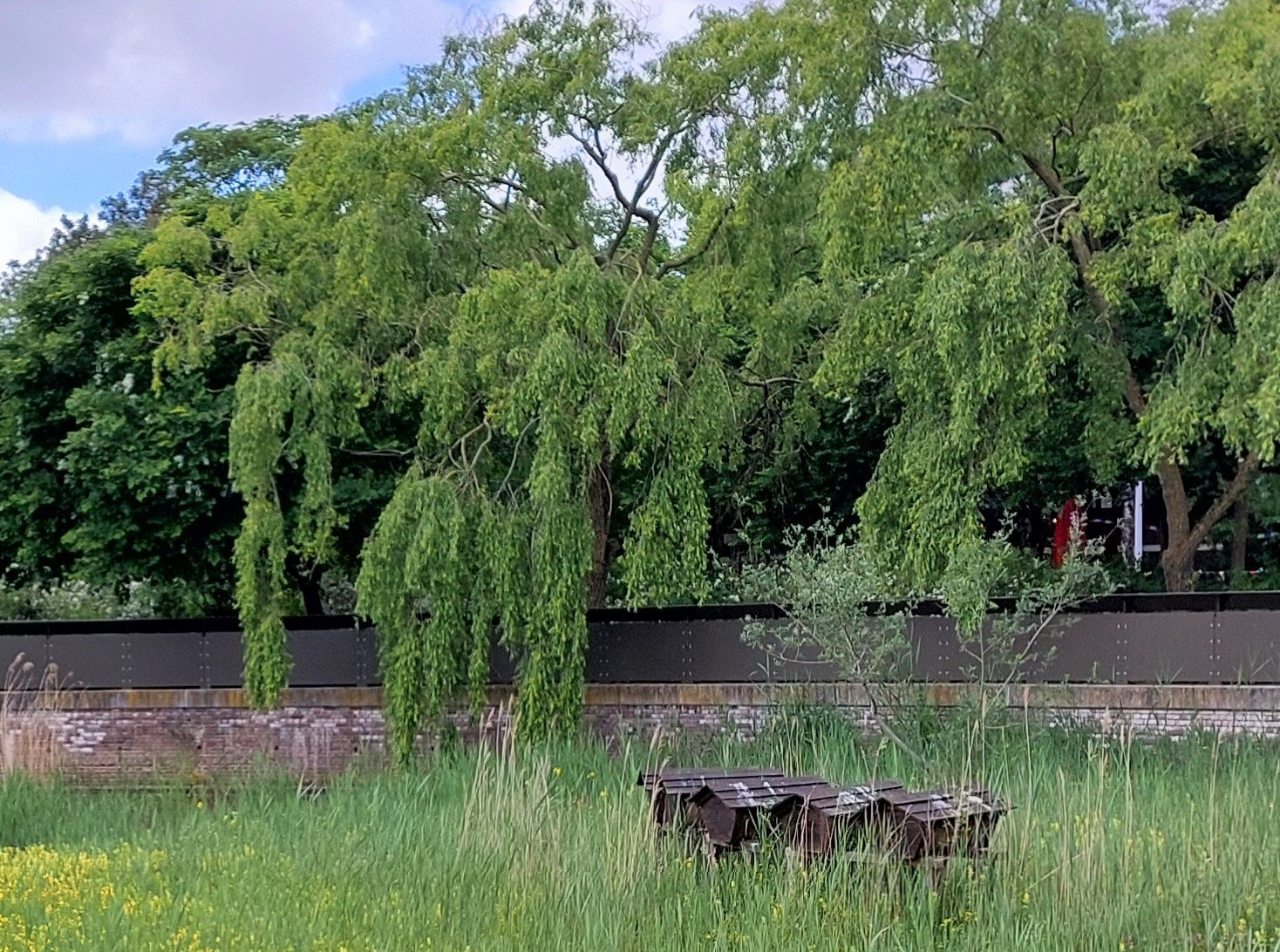
Bijenkasten in de oostelijke Gashoudervijver